# Емпієма
Емпіє́ма (англ. empyema; від грец. ἐμπύημα — «гнійник») — значне скупчення гною всередині порожнистого органа або порожнини тіла.
Термін «емпієма» застосовують з назвою ураженого органа або порожнини. Емпієму відрізняють від абсцесу, який розташовується у товщі тканини та обмежений піогенною мембраною.
Морфологічні зміни при емпіємі відповідають картині гнійного запалення. При тривалому та тяжкому перебігу запального процесу слизова (синовіальна або серозна) оболонка, а потім і глибші тканини можуть бути частково або повністю зруйновані.
Емпієма може розвиватися у:
- оболонах мозку (субдуральна емпієма)
- плевральній порожнині (емпієма плеври або піоторакс)
- торакальній порожнині[джерело?]
- жовчевому міхурі
- апендиксі (апендицит)
- матці (піометра)
- сечовому міхурі
- суглобах (септичний артрит).